# 墨西哥海滩 (佛罗里达州)
墨西哥海滩（英語：Mexico Beach），是美国佛罗里达州貝縣下属的一座城市。建立于1967年。面积约为3.4平方公里（约合1.3平方英里）。根据2010年美国人口普查，该市有人口1,072人。论人口在本州排行第327。